# (880) Герба
880 Герба (880 Herba) — астероид Главного астероидного пояса. Это один из трёх астероидов, открытых 22 июля 1917 года немецким астрономом Максимилианом Вольфом в обсерватории Хайдельберг-Кёнигштуль, Германия. Астероид назван в честь греческой богини горя и нищеты.
Астероид не пересекает орбиту Земли и обращается вокруг Солнца за 5,20 юлианских лет.

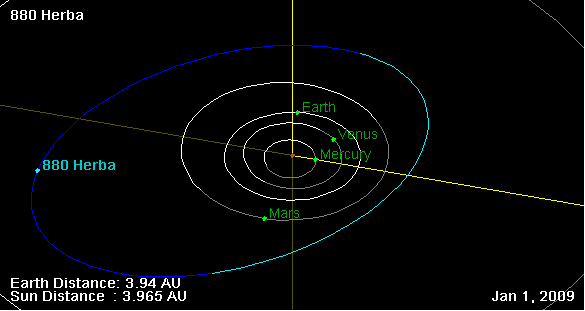
Орбита астероида Герба, и его положение в Солнечной системе на 01.01.2009 г. Рисунок NASA JPL Small Body Orbit Viewer applet